# Freddie Scott

Nummer-eins-Hit in den R&B-Charts auf Shout 207

Freddie Scott (* 24. April 1933 in Providence, Rhode Island; † 4. Juni 2007 in Jamaica, Queens) war ein afroamerikanischer Rhythm-and-Blues- und Soulsänger mit Schallplattenerfolgen hauptsächlich in den 1960er Jahren.

## Künstlerische Laufbahn
In seiner Kindheit sang Scott im Gospelchor Sally Jones & the Gospel Keyes, der von seiner Großmutter geleitet wurde. Nach Abschluss der Highschool studierte er Medizin in Rhode Island und Philosophie am Paine College in Augusta (Georgia). Dort trat er 1950 der Gospelgruppe Swanee Quintet Juniors bei und wirkte bei der Schallplattenaufnahme von Far Away Places als Frontsänger mit. Mitte der 1950er Jahre brach Scott sein Studium ab und begann seine Laufbahn als professioneller Sänger.
Seine erste Solosingle nahm er 1956 beim New Yorker Label J & S auf, danach gab es bis 1963 immer wieder einzelne Produktionen bei verschiedenen Plattenfirmen, die allesamt erfolglos blieben. In diese Zeit fiel auch sein Militärdienst, den er teilweise in Korea ableisten musste. 1963 gelang es Scott beim ebenfalls in New York ansässigen Label Colpix Records einen Zweijahresvertrag zu bekommen. Auf seiner ersten Colpix-Single sang Scott den vom Sogwriterteam Carole King/Gerry Goffin geschriebenen Song Hey, Girl. Er wurde zu Scotts größtem Plattenerfolg, er erreichte sowohl bei den Billbord-Hot 100 als auch in den Rhythm-and-Blues-Charts Platz zehn. Auch die Titel der beiden nachfolgenden Colpix-Singles I Got a Woman (48. / 27.) und Where Does Love Go (82. / 30.) erreichten Notierungen in den Hot 100 und bei den R&B-Charts. Das folgende Engagement bei der New Yorker Plattenfirma Columbia von 1964 bis 1966 erbrachte zwar vier Single- und zwei Alben-Produktionen, doch keine weiteren Plattenerfolge. Diese stellten sich erst wieder Ende 1966 mit dem Wechsel zum neu gegründeten Label Shout Records ein. Bereits mit der ersten Shout-Single und dem Titel Are You Lonely for Me fand Scott in die Charts zurück. Der Song wurde in den R&B-Charts zu einem Nummer-eins-Hit und erreichte bei den Hot 100 Platz 39. Im März 1967 brachte Shout eine Langspielplatte unter dem Titel Are You Lonely for Me heraus. Auf ihr war auch der Song Cry to Me enthalten, der auf eine Single ausgekoppelt wurde. Die LP erreichte in den R&B-Charts Platz 21, der Titel Cry to Me wurde bei den R&B-Singles 40., bei den Hot 100 70. Zwei weitere 1967er Shout-Singles mit den Titeln Am I Grooving You (71. Hot 100, 25. R&B) und He Ain't Give You None (100. / 24.) schlossen sich mit Chartbewertungen an.
1968 erreichte Got What I Need den 27. Platz in den R&B-Charts. Mit diesem Titel endete vorläufig Scotts Erfolgsstrecke. Sein Vertrag mit Shout lief Ende 1968 aus, und danach wurden nur noch vereinzelt bei unterschiedlichen Plattenfirmen Schallplatten mit Freddie Scott produziert. 1970 veröffentlichte das Label Probe eine Single und eine Langspielplatte. Auf beiden Tonträgern war der Titel I Shall Be Released enthalten, die Singleversion schaffte es noch einmal auf Platz 40 in den R&B-Charts. 1972 erschien bei Mainstream eine letzte Single als Promotionplatte von Scott, mit der seine Schallplattenkarriere beendet war. Während dieser Zeit hatte sich Scott auch als Songwriter betätigt und dabei mehrfach mit Helen Miller zusammengearbeitet. Dabei entstand unter anderem der von Tommy Hunt gesungene Titel The Door Is Open, der sich mit Platz 92 in den Hot 100 platzierte. Mit Helen Miller schrieb er nach dem Ende seiner Plattenkarriere Werbejingles. Nach etlichen Auftritten bei Oldieshows veröffentlichte Scott 2001 eine Compact Disc unter dem Titel Brand New Man mit alten Rocksongs. Bei einem Ausflug in die Filmbranche wirkte er 1998 in dem Film Strike! (Strike – Mädchen an die Macht!) und 2000 in The Opportunists (Sein letzter Coup) mit. Freddie Scott starb 2007 im Alter von 74 Jahren.

## Diskografie

### Alben
| Titel                                   | Katalog-Nr.   | veröffentl. |
| --------------------------------------- | ------------- | ----------- |
| Freddie Scott Sings and Sings and Sings | Colpix 461    | 7/1964      |
| Everything I Have Is Yours              | Columbia 2258 | 1965        |
| Lonely Man                              | Columbia 2660 | 1965        |
| Are You Lonely for Me                   | Shout 501     | 3/1967      |
| I Shall Be Released                     | Probe 4517    | 6/1970      |

### Singles
| A/B-Seite                                                           | Katalog-Nr. | veröffentl. |
| ------------------------------------------------------------------- | ----------- | ----------- |
|                                                                     | J&S         |             |
| Running Home / Turn Lamps Down Low                                  | 1760/61     | 1956        |
|                                                                     | Bow         |             |
| Tell Them for Me / Hold My Hand                                     | 307         | 1957        |
|                                                                     | Arrow       |             |
| Please Call / The Letter Came This Morning                          | 724         | 1958        |
| A Faded Memory / Loving Baby                                        | 726         | 1958        |
|                                                                     | Enrica      |             |
| Come on Honey / A Blessing to You                                   | 1002        | 1959        |
|                                                                     | Joy         |             |
| Baby - You’re a Long Time Dead / Lost the Right                     | 250         | 01/1961     |
| When The Wind Changes / I Gotta Stand Tall                          | 255         | 09/1961     |
| When The Wind Changes / I Gotta Stand Tall                          | 280         | 09/1963     |
|                                                                     | Colpix      |             |
| Hey Girl / The Slide                                                | 692         | 06/1963     |
| I Got a Woman / Brand New World                                     | 709         | 10/1963     |
| Where Does Love Go / Where Have All the Flowers Gone                | 724         | 02/1964     |
| If I Had a Hammer / On Broadway                                     | 752         | 10/1964     |
|                                                                     | Columbia    |             |
| One Heartache Too Many / Mr. Heartache                              | 43112       | 08/1964     |
| Lonely Man / I’ll Try Again                                         | 43199       | 12/1964     |
| Don’t Let It End This Way / Come up Singing                         | 43316       | 06/1965     |
| Forget Me If You Can / One Iddy Biddy Needle                        | 43623       | 05/1966     |
|                                                                     | Shout       |             |
| Are You Lonely for Me / Where Were You                              | 207         | 11/1966     |
| Cry to Me / No One Could Ever Love You                              | 211         | 03/1967     |
| Am I Grooving You / Never You Mind                                  | 212         | 04/1967     |
| He Will Break Your Heart / I’ll Be Gone                             | 216         | 07/1967     |
| He Ain’t Give You None / Run Joe                                    | 220         | 09/1967     |
| Just Like a Flower / Spanish Harlem                                 | 227         | 03/1968     |
| Got What I Need / Powerful Love                                     | 233         | 07/1968     |
| No One Could Ever Love You / Loving You Is Killing Me               | 238         | 11/1968     |
| Forever My Darling / Got What I Need                                | 245         | 06/1971     |
|                                                                     | Elephant V  |             |
| Sugar on Sunday / Johnny’s Hill                                     | 1           | 08/1969     |
| I’ll Be Leaving Her Tomorrow / I Shall Be Released                  | 4           | 1970        |
|                                                                     | Probe       |             |
| I Shall Be Released / Girl I Love You                               | 481         | 05/1970     |
|                                                                     | Vanguard    |             |
| I Guess God Want’s It That Way / Please Listen                      | 35137       | 0 9/1971    |
|                                                                     | Pickwick    |             |
| The Great If / Deep in The Night                                    | 8932        | 04/1972     |
|                                                                     | Mainstream  |             |
| You’re So Hard To Forget (Mono) / You’re So Hard To Forget (Stereo) | 5562        | 1974        |

## Chartplatzierungen

### Alben
| Jahr | Titel                 | Höchstplatzierung, Gesamtwochen, AuszeichnungChartplatzierungen (Jahr, Titel, Platzierungen, Wochen, Auszeichnungen, Anmerkungen) | Höchstplatzierung, Gesamtwochen, AuszeichnungChartplatzierungen (Jahr, Titel, Platzierungen, Wochen, Auszeichnungen, Anmerkungen) | Anmerkungen |
| Jahr | Titel                 | US | R&B | Anmerkungen |
| ---- | --------------------- | --- | --- | ----------- |
| 1967 | Are You Lonely For Me | — | R&B21 (6 Wo.)R&B |             |

### Singles
| Jahr | Titel Album            | Höchstplatzierung, Gesamtwochen, AuszeichnungChartplatzierungen (Jahr, Titel, Album, Platzierungen, Wochen, Auszeichnungen, Anmerkungen) | Höchstplatzierung, Gesamtwochen, AuszeichnungChartplatzierungen (Jahr, Titel, Album, Platzierungen, Wochen, Auszeichnungen, Anmerkungen) | Anmerkungen |
| Jahr | Titel Album            | US | R&B | Anmerkungen |
| ---- | ---------------------- | --- | --- | ----------- |
| 1963 | Hey, Girl              | US10 (12 Wo.)US | R&B10 (11 Wo.)R&B |             |
| 1963 | I Got A Woman          | US48 (7 Wo.)US | R&B27 (3 Wo.)R&B |             |
| 1964 | Where Does Love Go     | US82 (7 Wo.)US | R&B30 (5 Wo.)R&B |             |
| 1966 | Are You Lonely For Me  | US39 (12 Wo.)US | — |             |
| 1967 | Cry To Me              | US70 (5 Wo.)US | R&B40 (5 Wo.)R&B |             |
| 1967 | Am I Grooving You      | US71 (5 Wo.)US | R&B25 (6 Wo.)R&B |             |
| 1967 | He Ain’t Give You None | US100 (1 Wo.)US | R&B24 (8 Wo.)R&B |             |
| 1968 | (You) Got What I Need  | — | R&B27 (8 Wo.)R&B |             |
| 1970 | I Shall Be Released    | — | R&B40 (2 Wo.)R&B |             |